# بريان راندال
بريان راندال (بالإنجليزية: Bryan Randall) هو لاعب كرة القدم الكندية أمريكي، ولد في 16 أغسطس 1983 في تشارلستون في الولايات المتحدة.